# Frits Wip
Frits Wip (Amsterdam, 31 juli 1968) is een voormalig Nederlands korfballer en huidig korfbalcoach. Na zijn carrière als speler van ROHDA is hij korfbalcoach geworden. Als speler is hij meervoudig Nederlands kampioen geworden. Ook speelde Wip mee in het Nederlands Team waarmee hij verschillende medailles heeft gewonnen.

## Spelerscarrière
Wip begon met korfbal bij het Amsterdamse ROHDA. Hier doorliep hij de jeugdteams.
In 1986, op 18-jarige leeftijd, maakte hij zijn debuut in het eerste team van ROHDA. In zijn eerste seizoen, 1986-1987 kreeg hij van coach Rinus Munnikes veel speelminuten. Wip speelde goed en won in dit seizoen meteen de prijs van Beste Debutant. ROHDA werd in dit seizoen 3e in de zaal en 5e op het veld.
Na dit seizoen kreeg ROHDA een nieuwe coach, namelijk Theo Korporaal.
Onder zijn leiding maakte ROHDA de sprong naar boven. Zo stond ROHDA in 1988-1989 in de Nederlandse veldfinale. Dit was toen een best-of-3 serie. In de finalereeks verloor ROHDA echter in 2 wedstrijden van PKC.
In het seizoen erna, 1989-1990 was het wel raak ; ROHDA miste weliswaar op 1 punt een plek in de zaalfinale, maar het stond voor het tweede jaar op rij in de veldfinale. In deze best-of-3 serie won ROHDA van Deetos. In dit seizoen werd zijn ploeggenoot Taco Poelstra ook uitgeroepen tot Beste Debutant, waardoor ROHDA een sterke toekomst tegenmoet ging.
ROHDA nam na deze titel afscheid van coach Korporaal en kreeg met Janne Engelberts een nieuwe hoofdcoach.
Seizoen 1990-1991 leek erg op het jaar ervoor ; ook nu haalde ROHDA net niet de zaalfinale, maar wel de veldfinale. Net als het jaar ervoor was Deetos de tegenstander in de veldfinale en ook nu won ROHDA de veldtitel.
In het seizoen erna, 1991-1992 speelde voor het derde jaar op rij Deetos en ROHDA de veldfinale. En net als de 2 jaren ervoor won ROHDA de titel. Zodoende was ROHDA met 3 veldtitels op rij een ware veldheerser.
Wel was er veel gebeurd op coachingsvlak ; gedurdende seizoen 91-92 werd coach Engelberts aan de kant gezet. Anton Poelstra nam het ad interim over, maar voor seizoen 1992-1993 was Ron Massing de nieuwe coach. Ook verruilde topspeler Taco Poelstra na de titel van 92 van club en sloot zich aan bij Nic..
ROHDA plaatste zich in dit seizoen wel voor nacompetitie op het veld, maar hier ging het mis in de kruisfinale tegen AKC. ROHDA verloor en kon zodoende zijn veldheerschappij niet meer prolongeren.
Hierna volgde Seizoen 1993-1994, wellicht het beste seizoen van Wip.
In de zaalcompetitie was het eindelijk zo ver ; ROHDA plaatste zich voor de zaalfinale. ROHDA versloeg in de finale DKOD met 14-10, waardoor het Nederlands zaalkampioen werd. Iets later, in de veldcompetitie stond de ploeg ook in de veldfinale. In de finale was Nic. de tegenstander, maar ROHDA verloor de best-of-3 serie in 2 wedstrijden.
Na de zaaltitel nam ROHDA icoon René Kruse afscheid als speler, waardoor ROHDA spelerskwaliteit verloor.
In het seizoen erop nam ROHDA deel aan de Europacup van 1995, als Nederlandse afvaardiging. ROHDA won de poulefase en kwam in de finale uit tegen het Belgische Catba, de ploeg die in 1992 nog de Europacup wist te winnen. ROHDA won deze finale met 23-19 en won zodoende de Europacup. In de eigen competitie bleef ROHDA in dit seizoen in de middenmoot hangen.
In 1996-1997 degradeerde ROHDA in de zaalcompetitie zelfs uit de Hoofdklasse.

## Erelijst
- Landskampioen veldkorfbal, 3x (1990, 1991, 1992)
- Landskampioen zaalkorfbal, 1x (1994)
- Europacup kampioen, 1x (1995)

## Oranje
Wip speelde in totaal 20 officiële interlands, waarvan 5 op het veld en 15 in de zaal.

## Coach
Als coach heeft Wip bij meerdere clubs de functie als hoofdcoach vervuld.

### OVVO
In 2008 werd Wip hoofdcoach bij OVVO, een ploeg dat in de zaal in de Hoofdklasse speelde.
In zijn eerste seizoen bij de club, 2008-2009 plaatste OVVO zich ternauwernood voor de play-offs. Als underdog won het van VADA 1925 en plaatste zich zodoende voor de Hoofdklasse Finale. In deze finale won OVVO met 27-26 van KVS, waardoor het promoveerde naar de Korfbal League.
In zijn tweede seizoen, 2009-2010 eindigde OVVO in de Korfbal League als 9e, waardoor het play-downs moest spelen. In deze wedstrijd verloor OVVO van DVO met 17-16, waardoor het Korfbal League avontuur van OVVO slechts 1 jaar duurde.
Na 2 seizoenen bij OVVO werd Wip in 2010 de nieuwe hoofdcoach bij Excelsior.

### Exelsior en Groen Geel
Wip was van 2010 t/m 2012 coach bij Excelsior. Hierna werd hij coach bij KV Groen Geel.

### Tempo
In 2017 werd Wip de nieuwe hoofdcoach bij Tempo.
In zijn eerste seizoen, 2017-2018 kwam Tempo in de zaalcompetitie uit in de Hoofdklasse, maar had het de ambitie om te promoveren naar de prestigeuze Korfbal League. In dit seizoen stond Tempo na de reguliere competitie met 20 punten op een gedeelde 2e plaats. Echter verloor het in onderling resultaat met concurrent Dalto, waardoor Tempo naar plek 3 terugviel. Dit betekende een zuur einde van de competitie en kon de ploeg geen play-offs spelen.
In Wip's tweede seizoen, 2018-2019 werd het een spannend zaalseizoen. Na de reguliere competitie stond Tempo bovenaan in Poule A. Hierdoor plaatste de ploeg zich voor de nacompetitie.
In de play-off serie won Tempo in een best-of-3 van AW.DTV waardoor het zich plaatste voor de Hoofdklasse Finale. In deze finale was echter KV Groen Geel te sterk met 23-18. Hierdoor promoveerde Groen Geel direct, maar kreeg Tempo nog 1 kans om zich naar de Korfbal League te spelen, namelijk in de play-downs.
In deze best-of-3 serie moest Tempo spelen tegen de nummer 9 van de Korfbal League, namelijk KCC. Dit werd voor Wip persoonlijk een beladen serie, aangezien al bekend was geworden dat hij het volgende seizoen de nieuwe hoofdcoach van KCC zou worden.
In deze play-downs moest uiteindelijk een derde, beslissende wedstrijd worden gespeeld. In deze laatste wedstrijd was het spannend tot de laatste minuut. Uiteindelijk won Tempo met 21-20, waardoor de ploeg voor de eerste keer in de clubhistorie promoveerde naar de Korfbal League. De nieuwe hoofdcoach bij Tempo werd Wouter Blok.

### KCC
In 2019 werd Wip de nieuwe coach van KCC, een club uit Capelle aan den IJssel. Hij verving hiermee vertrekkend coach Erik Wolsink. Bij zijn aantreden speelde KCC in de zaal in de Hoofdklasse, maar in de veldcompetitie speelde het Ereklasse.
In seizoen 2019-2020 stond KCC in de hoofdklasse na de reguliere competitie op plek 1 in Poule A. Helaas sloeg toen COVID-19 toe en werd er geen play-offs meer gespeeld. Op basis van de ranglijst besloot het KNKV dat KCC zou promoveren naar de Korfbal League.
In de Ereklasse stond de ploeg op een 5e plek toen de competitie werd stilgelegd.
In Wip's tweede seizoen, 2020-2021 stond KCC in de zaal na de competitie met lege handen. Er werden geen play-offs gehaald.
In maart 2021 werd bekendgemaakt dat dit het laatste seizoen zou zijn voor Wip bij KCC.

### Return bij OVVO
In maart 2024 nam OVVO weer contact op met Wip. Zij zaten voor seizoen 2024-2025 plots zonder hoofdcoach en Wip werd gevraagd voor de job.